# 시간과 눈물
《시간과 눈물》은 KBS 1TV에서 1992년 6월 25일에 방영된 6.25 특집 드라마로, 1983년 전국을 울음바다로 만들었던 이산가족찾기운동의 후유증을 비극적으로 다뤘다.

## 줄거리
피난중에 남편과 헤어지고 어린 남동생과 월남한 유송도 남편을 찾기 위해 KBS 본관에 갔으나 접수를 하지 못하고 망설인다. 남편이 다른 여자를 만나 살고 있다면 이제 와서 다시 만나다는 것이 두렵기 때문이다.

## 등장 인물
- 한혜숙 : 유송 역
- 김영철 : 임종대 역 - 유송의 남편
- 문창길 : 금송 역 - 유송의 동생 (아역 고정일)
- 하미혜
- 김병기
- 고정일
- 사미자
- 장미자
- 김일란
- 정상철
- 박건식
- 이원종
- 이한승
- 황민
- 김시원
- 기정수
- 김애경
- 유순철
- 하대경
- 송종원
- 김옥만
- 이윤정
- 전경희
- 김세원
- 박현정
- 이제신
- 신수강
- 이선용
- 김혜옥